# Шереметьєв Олександр Григорович
Олександр Григорович Шереметьєв (27 серпня 1901, місто Харбін, тепер Китайська Народна Республіка — 15 березня 1985, місто Москва) — радянський діяч, міністр чорної металургії СРСР. Кандидат у члени ЦК КПРС у 1956—1961 роках.

## Життєпис
Народився в селянській родині, батько працював на будівництві Китайсько-Східної залізниці.
У 1915—1919 роках працював робітником Петроградського монетного двору та робітником у пекарні.
Член РКП(б) з 1918 року.
У 1919—1925 роках — у Червоній армії. З 1919 по 1920 рік служив червоноармійцем 24-го стрілецького полку. У 1920—1921 роках — курсант Петроградського політпросвітінституту імені Толмачова. У 1921 році — начальник агітаційно-пропагандистської частини політичного відділу Башкирської бригади РСЧА. У 1921—1922 роках — військовий комісар Башкирського батальйону військ ВЧК. У 1922—1923 роках — військовий комісар кавалерійського полку, інструктор політичного відділу, начальник партійного відділення політичного відділу 13-ї Дагестанської дивізії РСЧА. У 1923—1925 роках — секретар партійного бюро 66-го стрілецького полку, інструктор політичного відділу 22-ї стрілецької дивізії РСЧА в місті Краснодарі.
У 1925—1926 роках — співробітник видавництва «Геть неписьменність». У 1926—1929 роках — співробітник видавництва ЦК Міжнародної організації допомоги борцям революції (МОДР).
Навчався в Московській гірничій академії. Після її поділу в 1930 році, навчався в Московському інституті сталі, який закінчив у 1932 році.
У 1932—1937 роках — помічник майстра, майстер, начальник зміни, заступник начальника цеху, начальник цеху заводу «Електросталь» Московської області.
У 1937—1938 роках — заступник начальника, в 1938—1939 роках — начальник Головспецсталі Народного комісаріату важкої промисловості СРСР.
У 1939—1946 роках — начальник Головспецсталі Народного комісаріату чорної металургії СРСР.
Одночасно з липня 1941 по 1948 рік — заступник народного комісара (міністра) чорної металургії СРСР.
У 1948—1949 роках — заступник міністра металургійної промисловості СРСР — начальник Головного управління металургійної промисловості Півдня та Центру Міністерства металургійної промисловості СРСР.
У 1949—1950 роках — 1-й заступник міністра металургійної промисловості СРСР.
У 1951—1953 роках — заступник міністра чорної металургії СРСР.
У 1953—1954 роках — член колегії Міністерства металургійної промисловості СРСР.
У лютому — 15 листопада 1954 року — заступник, 1-й заступник міністра чорної металургії СРСР.
15 листопада 1954 — 10 травня 1957 року — міністр чорної металургії СРСР.
У 1957—1961 роках — член Державного комітету Ради міністрів СРСР із зовнішніх економічних зв'язків.
У 1961—1963 роках — заступник голови Всеросійської Ради народного господарства. У 1963—1965 роках — заступник голови Ради народного господарства Російської РФСР.
З жовтня 1965 року — персональний пенсіонер союзного значення в Москві.
Помер 15 березня 1985 року. Похований в Москві на Новодівочому цвинтарі.

## Нагороди і звання
- три ордени Леніна
- орден Жовтневої Революції (1981)
- два ордени Трудового Червоного Прапора
- медалі
- Сталінська премія І ст. (1943) — за розробку і впровадження у виробництво нової технології виплавки сталі для військової промисловості